# Olympische Sommerspiele 1912/Ringen – Griechisch-römischer Stil Mittelgewicht (Männer)
Das Ringen im griechisch-römischen Stil der Männer in der Klasse bis 75 kg bei den Olympischen Sommerspielen 1912 wurde vom 6. bis 15. Juli im Olympiastadion Stockholm ausgetragen.
Der Kampf in der Finalrunde zwischen Martin Klein und Alfred Asikainen ging mit einer Dauer von 11 Stunden und 40 Minuten als längster olympischer Ringkampf in die Geschichte ein.

## Wettkampfformat
Wenn ein Ringer zwei Kämpfe verloren hatte, schied er aus dem Turnier aus. Bei drei verbleibenden Ringern wurde eine Finalrunde begonnen.

## Ergebnisse

### 1. Runde
| N | Sieger             | Verlierer               | N |
| - | ------------------ | ----------------------- | - |
| 0 | Edvin Fältström    | Anastasios Antonopoulos | 1 |
| 0 | Peter Kokotowitsch | Andrea Gargano          | 1 |
| 0 | Jānis Polis        | Stanley Bacon           | 1 |
| 0 | August Jokinen     | Alfred Gundersen        | 1 |
| 0 | Alfred Asikainen   | Edgar Bacon             | 1 |
| 0 | Fridolf Lundsten   | Viktor Melin            | 1 |
| 0 | Zavirre Carcereri  | Joaquim Vital           | 1 |
| 0 | Mauritz Andersson  | Adrien Barrier          | 1 |
| 0 | Axel Frank         | Alexander Sewerow       | 1 |
| 0 | Emil Westerlund    | Theodor Dahlberg        | 1 |
| 0 | Claes Johanson     | Alois Toduschek         | 1 |
| 0 | Theodor Tirkkonen  | Noel Rhys               | 1 |
| 0 | Jan Sint           | Sven Ohlsson            | 1 |
| 0 | Fritz Johansson    | Hvitfeldt Hansen        | 1 |
| 0 | Árpád Miskey       | Theodor Bergqvist       | 1 |
| 0 | Martin Klein       | Rezső Somogyi           | 1 |
| 0 | Adolf Kurz         | Anders Andersen         | 1 |
| 0 | Joseph Merkle      | Mikko Holm              | 1 |
| 0 | Karl Åberg         | Willi Steputat          | 1 |

### 2. Runde
Alfred Gundersen and Viktor Melin zogen ihre Teilnahme zurück.
| N | Sieger            | Verlierer               | N |
| - | ----------------- | ----------------------- | - |
| 1 | Andrea Gargano    | Anastasios Antonopoulos | 2 |
| 0 | Edvin Fältström   | Peter Kokotowitsch      | 1 |
| 0 | August Jokinen    | Jānis Polis             | 1 |
| 0 | Alfred Asikainen  | Stanley Bacon           | 2 |
| 0 | Fridolf Lundsten  | Edgar Bacon             | 2 |
| 0 | Mauritz Andersson | Zavirre Carcereri       | 1 |
| 1 | Joaquim Vital     | Adrien Barrier          | 2 |
| 0 | Axel Frank        | Emil Westerlund         | 1 |
| 1 | Alexander Sewerow | Theodor Dahlberg        | 2 |
| 0 | Claes Johanson    | Theodor Tirkkonen       | 1 |
| 1 | Alois Toduschek   | Noel Rhys               | 2 |
| 0 | Jan Sint          | Hvitfeldt Hansen        | 2 |
| 0 | Árpád Miskey      | Sven Ohlsson            | 2 |
| 0 | Fritz Johansson   | Rezső Somogyi           | 2 |
| 0 | Martin Klein      | Theodor Bergqvist       | 2 |
| 1 | Mikko Holm        | Anders Andersen         | 2 |
| 0 | Karl Åberg        | Adolf Kurz              | 1 |
| 0 | Joseph Merkle     | Freilos                 |   |
| 1 | Willi Steputat    | Freilos                 |   |

### 3. Runde
| N | Sieger                | Verlierer         | N |
| - | --------------------- | ----------------- | - |
| 0 | Joseph Merkle         | Edvin Fältström   | 1 |
| 1 | Andrea Gargano (w.o.) | Willi Steputat    | 2 |
| 1 | Peter Kokotowitsch    | Jānis Polis       | 2 |
| 0 | August Jokinen        | Zavirre Carcereri | 2 |
| 0 | Alfred Asikainen      | Joaquim Vital     | 2 |
| 0 | Fridolf Lundsten      | Mauritz Andersson | 1 |
| 1 | Alois Toduschek       | Axel Frank        | 1 |
| 0 | Claes Johanson (w.o.) | Alexander Sewerow | 2 |
| 1 | Emil Westerlund       | Jan Sint          | 1 |
| 1 | Theodor Bergqvist     | Fritz Johansson   | 1 |
| 0 | Martin Klein          | Árpád Miskey      | 1 |
| 1 | Mikko Holm (w.o.)     | Adolf Kurz        | 2 |
| 0 | Karl Åberg            | Joseph Merkle     | 1 |

### 4. Runde
Axel Frank zog seine Teilnahme zurück.
| N | Sieger                  | Verlierer          | N |
| - | ----------------------- | ------------------ | - |
| 1 | Edvin Fältström         | Andrea Gargano     | 2 |
| 0 | August Jokinen          | Peter Kokotowitsch | 2 |
| 0 | Alfred Asikainen (w.o.) | Mauritz Andersson  | 2 |
| 0 | Claes Johanson          | Fridolf Lundsten   | 1 |
| 1 | Emil Westerlund         | Alois Totuschek    | 2 |
| 1 | Jan Sint                | Theodor Bergqvist  | 2 |
| 1 | Mikko Holm              | Fritz Johansson    | 2 |
| 0 | Karl Åberg              | Árpád Miskey       | 2 |
| 0 | Martin Klein            | Joseph Merkle      | 2 |

### 5. Runde
Aufgrund von Passivität wurde der Kampf zwischen Alfred Asikainen und Claes Johanson für beide Athleten als Niederlage gewertet. Dies war auch beim Kampf zwischen Martin Klein und Emil Westerlund der Fall.
| N  | Sieger           | Verlierer        | N  |
| -- | ---------------- | ---------------- | -- |
| 0  | August Jokinen   | Edvin Fältström  | 2  |
| 1* | Alfred Asikainen | Claes Johanson   | 1* |
| 1  | Jan Sint (w.o.)  | Fridolf Lundsten | 2  |
| 1* | Martin Klein     | Emil Westerlund  | 2* |
| 0  | Karl Åberg       | Mikko Holm       | 2  |

### 6. Runde
| N | Sieger           | Verlierer      | N |
| - | ---------------- | -------------- | - |
| 1 | Claes Johanson   | August Jokinen | 1 |
| 1 | Alfred Asikainen | Jan Sint       | 2 |
| 1 | Martin Klein     | Karl Åberg     | 1 |

### 7. Runde
| N | Sieger           | Verlierer      | N |
| - | ---------------- | -------------- | - |
| 1 | Martin Klein     | August Jokinen | 2 |
| 1 | Claes Johanson   | Karl Åberg     | 2 |
| 1 | Alfred Asikainen | Freilos        |   |

### Finalrunde
| Rang | Sieger                | Verlierer        | Rang   |
| ---- | --------------------- | ---------------- | ------ |
|      | Martin Klein          | Alfred Asikainen |        |
|      | Claes Johanson (w.o.) | Alfred Asikainen | Bronze |
| Gold | Claes Johanson        | Martin Klein     | Silber |